# Sémaphore de Piriac
Le sémaphore de Piriac est un poste de surveillance en bord de côte situé sur la commune de Piriac-sur-Mer, dans le département français de la Loire-Atlantique. Il est édifié à l'extrémité de la pointe du Castelli.

## Présentation
Le sémaphore de Piriac est un sémaphore de 2e catégorie, c'est-à-dire assurant une veille du lever au coucher du soleil. Sa zone de surveillance couvre l'entrée du Mor braz. De la chambre de veille sont visibles à l'œil nu l'estuaire de la Vilaine, l'île Dumet, les coffres d'amarrage de l'oléoduc de l'OTAN, le plateau du Four, la pointe du Croisic, et par beau temps, les îles d'Houat, Hoëdic et Belle-Île-en-Mer.

### Historique
La pointe du Castelli est un emplacement d'observation stratégique utilisé depuis longtemps : un corps de garde y est construit vers 1754 et un poste électro-sémaphorique y est édifié vers 1861.
En 1958, le Grand Blockhaus de Batz-sur-Mer est mis en vente par son propriétaire. La Marine Nationale l'achète en prévision de l'installation d'un radar ou d'un sémaphore mais le projet ne voit pas le jour.
La première pierre du sémaphore de Piriac est posée le 21 mars 1986. Le bâtiment est inauguré moins d'un an plus tard, le 24 février 1987, par le contre-amiral Sajous, commandant la Marine nationale française à Lorient, en présence de Jean-Louis Delhumeau, maire de Piriac-sur-Mer.
L'ouvrage reçoit en 1987 le surnom de « sphinx de Piriac » par M Pascal, directeur des Travaux Maritimes à Lorient, en raison de sa vigie, en porte à faux, qui évoque l'animal mythique qui veille sur les pyramides d'Égypte. Ce surnom lui est resté.
Dans la nuit du 25 au 26 décembre 1999, la tempête Lothar, au cours de laquelle des pointes de vent de 150 km/h sont enregistrées, coupe le sentier douanier à l'approche du sémaphore. Les différentes expertises réalisées sur les falaises touchées ne permettent pas d'envisager des réparations pérennes de l'existant ni la réfection de l'ancien sentier. La Marine Nationale autorise alors le contournement du sémaphore afin d'assurer la continuité du sentier douanier.

## Les sémaphores
La partie essentielle du sémaphore est la chambre de veille, située au sommet du bâtiment. Il s'agit d'une grande salle aux parois presque entièrement vitrées et inclinées où se tiennent les guetteurs, officiers mariniers qui servent à leur poste en uniforme. Elle est surmontée d'une terrasse accessible où se trouve le mât de signalisation auquel le drapeau national est hissé tous les jours. Ce mât peut aussi servir à afficher les flottants du code international des signaux maritimes.

### En France
Les sémaphores sont des installations militaires dépendant de la Marine nationale, et plus précisément du Service Transmission et Informatique. Ils sont les seuls bâtiments de la « Royale » à ne jamais prendre la mer. Leurs missions sont de deux ordres : militaire et de service public.
Sur le plan militaire, leur mission est la surveillance maritime, aérienne et terrestre de tout l'espace vue de la chambre de veille, par tous les moyens mis à leur disposition. Ils doivent immédiatement signaler aux autorités et à toutes les unités participant à la sûreté et à la défense maritime du territoire, toute situation ou événement anormal qu'ils constatent. Ils doivent veiller à la permanence des liaisons militaires ou civiles par radio ou par fil. Enfin, ils sont les représentants locaux de la Marine Nationale.
Sur le plan du service public, leur mission primordiale est la sauvegarde de la vie humaine. Ils voient tout ce qui se passe à la surface de la mer, y compris le véliplanchiste imprudent ou le nageur épuisé. Ils écoutent les fréquences de détresse et peuvent situer un navire invisible par radiogoniométrie en recoupant avec un ou deux sémaphores voisins. Ils participent aux opérations de sauvetage des CROSS (Centre régional opérationnel de surveillance et de sauvetage). Ils peuvent dialoguer avec les navires et leur signaler éventuellement un danger, un bateau en détresse sur leur route, etc. Ils affichent les avis de tempête. Les autres missions de service public portent sur la prévention des pollutions marines accidentelles par des cargos, en particulier des pétroliers, et même par les algues. Ils aident également les autres administrations en leur signalant des incendies, feux de forêt, infraction à la police des pêches, feux et balises défectueux, bateaux suspects à la demande des Douanes. Ils aident à l'interpellation des navires étrangers qui doivent demander l'autorisation de pénétrer dans les eaux territoriales françaises ou des pétroliers qui naviguent à moins de sept milles nautiques des côtes. Enfin, ils doivent effectuer des observations météorologiques au profit de Météo France.